# كعكة الطائر الطنان
كعكة الطائر الطنان هي كعكة الموز والأناناس والتوابل، نشأت في جامايكا، وهي حلوى شعبية في جنوب الولايات المتحدة منذ السبعينيات. تشمل المكونات الدقيق والسكر والملح والزيت النباتي والموز الناضج والأناناس والقرفة والجوز ومستخلص الفانيليا والبيض وعامل مخمر . ويتم تقديمها غالبًا مع كريمة الجبن.   

## تاريخها
تم إنشاؤها في جامايكا، حيث سميت تلك الحلوى بكعكة طائر الطبيب (أو كعكة دكتور بيرد)،   وقد سميت على اسم الطائر الوطني للجزيرة، الطائر الطنان ذو الذيل المقص (المعروف محليًا باسم طائر الطبيب). وفي عام ١٩٦٨، قام مجلس السياحة في جامايكا بتصدير وصفة كعكة الطائر الطنان، إلى جانب وصفات جامايكية محلية أخرى، من خلال مجموعات صحفية أرسلت إلى الولايات المتحدة.  كان الهدف من هذا التسويق إثارة اهتمام المستهلكين الأمريكيين لزيارة الجزيرة.  
كانت إحدى أولى المنشورات المعروفة للوصفة المطبوعة في الولايات المتحدة، كما كتبها LH Wiggins، في عدد Southern Living في فبراير من العام ١٩٧٨.  ولاقت الوصفة نجاحًا كبيرًا من القراء، وفازت لاحقًا بجائزة الكعكة المفضلة في العام نفسه في معرض ولاية كنتاكي .

لقد تم التصويت عليها لاحقًا بالوصفة المفضلة لـ Southern Living في عام ١٩٩٠، وتمت الإشارة إليها بالوصفة الأكثر طلبًا في تاريخ المجلة.  تتكون الكعكة الجنوبية عمومًا من طبقتين أو ثلاث طبقات من جوز البقان (أو الجوز )، والموز الناضج المهروس، والأناناس المهروس المعلب، وكريمة الجبن الحلوة.
1. ↑  Long، Anne (5 يوليو 1979). "Old-fashioned pickle recipe uses cassia buds". St. Petersburg Times. مؤرشف من الأصل في 2017-05-11. اطلع عليه بتاريخ 2012-05-18.
2. ↑  Schaarsmith، Amy McConnell (1 يونيو 2006). "Consider the cupcake: A plea to return to the joys of home baking". Pittsburgh Post-Gazette. مؤرشف من الأصل في 2016-04-05. اطلع عليه بتاريخ 2012-05-18.
3. ↑  "Hummingbird Cake a Texas Treat". The Pittsburgh Press. 24 فبراير 1991. مؤرشف من الأصل في 2016-04-06. اطلع عليه بتاريخ 2012-05-18.
4. 1 2  "The Real Story of the Hummingbird Cake Starts in 1960s Jamaica". Epicurious (بالإنجليزية الأمريكية). 31 Aug 2022. Archived from the original on 2023-12-04. Retrieved 2024-04-05.
5. 1 2  Byrn، Anne (6 سبتمبر 2016). American Cake: From Colonial Gingerbread to Classic Layer, the Stories and Recipes Behind More Than 125 of Our Best-Loved Cakes. Rodale. ISBN:9781623365448.
6. ↑  Kingston Daily Gleaner  [لغات أخرى]‏, March 29, 1969. “Press kits presented included Jamaican menu modified for American kitchens, and featured recipes like the doctor bird cake, made from bananas.”
7. ↑  Byrn، Anne (6 سبتمبر 2016). American Cake: From Colonial Gingerbread to Classic Layer, the Stories and Recipes Behind More Than 125 of Our Best-Loved Cakes. Rodale. ISBN:9781623365448.Byrn, Anne (September 6, 2016). American Cake: From Colonial Gingerbread to Classic Layer, the Stories and Recipes Behind More Than 125 of Our Best-Loved Cakes. Rodale. ISBN 9781623365448.
8. ↑  "6 Ways with Hummingbird Cake". SouthernLiving.com. Southern Living. مؤرشف من الأصل في 2022-10-23. اطلع عليه بتاريخ 2014-08-14.